# Kisłowo (obwód wołgogradzki)
Kisłowo (ros. Кислово) – wieś w Rosji, w obwodzie wołgogradzkim, w rejonie bykowskim. W 2010 liczyła 2554 mieszkańców.